# 富士河口湖町
富士河口湖町（日语：／ Fujikawaguchiko machi */?）為位于山梨縣南部，富士山北麓的町。該町為日本名字最長的町之一。該町也是山梨縣內唯一一個將「町」讀作的町。富士五湖中，除了山中湖外，其他四湖全部歸屬該町管轄。

## 外部連結
- 富士河口湖町 （页面存档备份，存于）
- 介绍富士河口湖町的魅力或者文娱活动信息 （页面存档备份，存于）